# Inspiration4
Inspiration4 (stilizzata come INSPIRATI④N) è una missione spaziale privata che si è svolta a bordo del veicolo spaziale Crew Dragon Resilience di SpaceX nell'orbita terrestre bassa gestita da SpaceX per conto di Jared Isaacman. Il lancio è avvenuto il 16 settembre 2021 alle 00:02 UTC. Con quattro membri dell'equipaggio a bordo di Crew Dragon Resilience, Inspiration4 è la prima missione spaziale con equipaggio a volare con a bordo solo cittadini che non fanno parte di nessuna agenzia spaziale. Sfruttando l'attenzione pubblica verso la missione, l'obiettivo principale è raccogliere donazioni per l'ospedale pediatrico St. Jude Children's Research Hospital di Memphis e sensibilizzare l'opinione pubblica sul lavoro che la struttura svolge nel trovare una cura per il cancro infantile.

## Storia
La missione è finanziata da Jared Isaacman, 38enne imprenditore fondatore di Shift4 Payments e co-organizzata dal St. Jude Children's Research Hospital. L'obiettivo di ricerca del St. Jude è quello di combattere il cancro infantile. Jared Isaacman ha dichiarato di aver donato 100 milioni di dollari al St. Jude e che spera che possano arrivare ad un totale di 200 milioni con l'aiuto di chi seguirà la missione Inspiration4.
L'obiettivo della missione spaziale è raggiungere l'orbita terrestre bassa, circa 500 km dalla superficie terrestre (contro i 420 km della Stazione Spaziale Internazionale), per una permanenza di circa 3 giorni. Per la missione viene utilizzato il veicolo spaziale Crew Dragon Resilience, usata precedentemente per la missione SpaceX Crew-1. Non dovendo attraccare sulla Stazione spaziale internazionale, il veicolo è dotato di una cupola panoramica in vetro al posto del meccanismo di aggancio International Docking System Standard (IDSS).

## Equipaggio
I quattro membri dell'equipaggio rappresentano ognuno uno dei quattro valori tra leadership, prosperità, generosità e speranza. Jared Isaacman, esperto pilota di jet militari rappresenterà il valore di leadership ed è il comandante della missione. Isaacman acquistò la missione spaziale con quattro posti da SpaceX e donò due di questi posti al St. Jude. Hayley Arceneaux, assistente medico dell'ospedale e sopravvissuta a un cancro alle ossa, venne selezionata dall'ospedale per imbarcarsi come responsabile medico della missione rappresentando il valore della speranza. Il St. Jude ha sorteggiato il secondo posto con una raccolta fondi il cui scopo era quello di raccogliere 200 milioni di dollari per l'ospedale. Una persona della Embry-Riddle Aeronautical University riuscì a vincere la lotteria, ma decise per motivi personali di cedere il suo posto al suo amico, il veterano della United States Air Force Christopher Sembroski, che aveva anch'esso partecipato alla lotteria; lui rappresenta il valore della generosità e durante la missione è responsabile del carico utile. L'imprenditrice Sian Proctor e pilota della missione venne selezionata da Shift4 Payments, la società di cui è CEO Isaacman, per partecipare al volo rappresentando il valore della prosperità, attraverso una competizione basata su Shark Tank che ha premiato la migliore idea imprenditoriale per utilizzare le soluzioni commerciali di Shift4. A ciascuno dei quattro membri dell'equipaggio è stato assegnato un call sign per le comunicazioni durante la missione. Il call sign di Isaacman è "Rook", quello di Proctor "Leo", quello di Arcenaux "Nova", e quello di Sembroski "Hanks".
| Ruolo                    | Equipaggio                       | Equipaggio                       |
| ------------------------ | -------------------------------- | -------------------------------- |
| Comandante               | Jared Isaacman Primo volo        | Jared Isaacman Primo volo        |
| Pilota                   | Sian Proctor Primo volo          | Sian Proctor Primo volo          |
| Specialista carico utile | Christopher Sembroski Primo volo | Christopher Sembroski Primo volo |
| Responsabile medico      | Hayley Arceneaux Primo volo      | Hayley Arceneaux Primo volo      |

## Preparazione per la missione

### Preparazione dell'equipaggio
Tutti e quattro i membri dell'equipaggio hanno ricevuto un addestramento da astronauta commerciale da SpaceX, che comprendeva lezioni di meccanica orbitale, imparare a operare in un ambiente di microgravità, stress test, addestramento nella risposta alle emergenze e simulazioni di missione.
Essendo stati selezionati nel febbraio 2021 e avendo iniziato l'addestramento all'inizio di aprile, i membri dell'equipaggio sono stati sottoposti ad un addestramento intensivo di quattro mesi, con 60 ore settimanali suddivise tra lezioni in classe e addestramento al simulatore di volo. In qualità di comandante Isaacman è responsabile di tutte le comunicazioni con i controllori di volo e del funzionamento generale del veicolo spaziale. Proctor come pilota esegue i comandi impartiti da Isaacman e si assume le responsabilità del comandante se quest'ultimo è impegnato con un'emergenza o altre situazioni impreviste. Sembroski è lo specialista del carico utile; si occupa della conduzione degli esperimenti, oltre che dello stivaggio e del posizionamento dell'attrezzatura a bordo, tenendo conto che la massa del carico di un veicolo spaziale deve essere sempre bilanciata, soprattutto durante il rientro atmosferico. Arceneaux ricopre il ruolo di responsabile medico, occupandosi delle condizioni fisiche dell'equipaggio e conducendo alcuni degli esperimenti scientifici.

### Preparazione del veicolo spaziale
Il veicolo spaziale usato per la missione Inspiration4 è la Crew Dragon Resilience, che aveva già volato nel 2020 per la missione Crew-1 rimanendo 167 giorni nello spazio. Appena 136 giorni dopo la conclusione di Crew-1, Resilience infrangerà il record di 227 giorni per il riutilizzo più veloce di una Crew Dragon registrato da Endeavour dopo il lancio della Crew-2.
 Il sistema di attracco del veicolo spaziale, normalmente utilizzato per attraccare alla Stazione spaziale internazionale (ISS), è stato sostituito per questa missione da un'unica finestra di vetro monolitica a cupola a tre strati ispirata alla  Cupola presente sulla ISS, che consente una vista a 360° all'esterno del nose di Resilience. Diventerà la finestra più grande mai lanciata nello spazio. In caso di emergenza gli astronauti commerciali sono stati addestrati per chiudere il portello che separa la cabina di pilotaggio e la cupola entro 30 secondi. SpaceX ha testato la cupola al doppio della pressione atmosferica a cui verrà sottoposta nello spazio e a temperature estreme, simulando il calore nel lato diurno della Terra e il freddo del lato in ombra della Terra. La cupola durante il lancio e il rientro è protetta dal nose richiudibile del veicolo spaziale, che ospita anche una fotocamera che consente di fotografare sia l'interno che l'esterno del veicolo durante il volo. Alla conclusione della missione, la cupola verrà rimossa, in modo che Resilience possa essere riutilizzata per le missioni future che richiedono l'attracco alla Stazione Spaziale Internazionale. Quattro propulsori Draco situati sulla parte anteriore del veicolo spaziale hanno reso necessaria l'installazione di quattro piastrelle di scudo termico vicino della cupola, che proteggono la cupola di vetro dallo scarico del motore durante le manovre del reaction control.

## Missione
Resilience è stata lanciata il 16 settembre 2021 alle 00:02 UTC, in cima al booster B1062 del Falcon 9 Block 5 dal  Complesso di lancio 39A del Kennedy Space Center. 
Il veicolo spaziale sarà lanciato in un'orbita terrestre bassa con un apogeo di 575 km e una inclinazione di 51,6°. Dopo tre giorni in orbita, il veicolo spaziale ammarerà nell'Oceano Atlantico. A seguito del lancio di Resilience, tre veicoli spaziali Dragon si trovano contemporaneamente in orbita: Resilience per la missione Inspiration4, Endeavour per la missione Crew-2 e la Cargo Dragon C208 per la missione CRS-23. Inspiration4 è il primo volo spaziale orbitale con equipaggio da STS-125 nel 2009 a non visitare una stazione spaziale.

## Media
La missione è stata anche documentata in una serie di cinque episodi intitolata "Countdown: Inspiration4 Mission to Space", rilasciata sul servizio di streaming in abbonamento Netflix nel settembre 2021.